# Ferragosto
Ferragosto is een nationale feestdag in Italië die wordt gevierd op 15 augustus. De feestdag heeft zowel een religieuze als een niet-religieuze betekenis.

## Geschiedenis

### Ontstaan van Ferragosto
Het woord Ferragosto is afgeleid van de Latijnse term Feriae Augusti, dat men als 'rust van Augustus' kan vertalen. Het is ook dankzij deze keizer Augustus dat Ferragosto sinds 18 v.Chr. bestaat. In de tijd van het oude Rome bestonden er al feestdagen in de maand augustus, zoals de Consualia, waarvan het doel was de oogst te vieren en daarmee ook het einde van een zware werkperiode. Het antieke Ferragosto ontstond met als doel deze belangrijke feestdagen met elkaar te verbinden om zo van de dag 15 augustus het startpunt van een langere rustperiode te maken. Deze rustperiode was niet alleen voor de mens bedoeld, maar ook dieren als ezels en ossen mochten rusten; ze werden zelfs behangen met bloemenslingers. Deze traditie wordt nog steeds in stand gehouden.
Vanaf de zevende eeuw n.Chr. geeft Italië ook een religieuze betekenis aan Ferragosto, namelijk de Maria-Tenhemelopneming. Men herdenkt op deze dag het moment waarop Maria met haar lichaam en ziel door God in de hemel werd opgenomen.

### Ferragosto in de tijd van het fascisme
Tijdens het fascistische regime in Italië, dat begon in de jaren twintig van de twintigste eeuw, werd het dankzij grote treinkortingen tijdens de dagen om Ferragosto heen, en op de 15e zelf, voor het volk mogelijk gemaakt om op stap te gaan of zelfs een kleine reis te maken, waarbij een picknick vaak niet ontbrak.

### Het hedendaagse Ferragosto
Tegenwoordig is Ferragosto nog steeds een belangrijke dag voor de Italianen. Op deze nationale feestdag is iedereen vrij en staat het openbare leven even helemaal stil. In vrijwel alle dorpen en steden worden feesten  georganiseerd en trekken de inwoners in processie door de stad waarbij het Mariabeeld volop in de belangstelling staat. De dorpelingen komen samen om te genieten van een uitgebreid buffet en de dag wordt vaak afgesloten met een dorpsfeest en soms zelfs een vuurwerkshow. 
Daarnaast trekken veel Italianen eropuit om een dagje door te brengen aan zee of in de bergen met familie en vrienden. Als de feestdag midden in de week valt, is dit voor velen een goed excuus om er een ponte van te maken, dat wil zeggen dat ze een ‘brug’ slaan met het weekend door er een paar dagen aan vast te plakken. Voor veel mensen is Ferragosto dus het begin van een vakantie.

#### Evenementen en festivals
Verder staan er in heel Italië allerlei evenementen gepland.
- In Rome staat de dag in het teken van de Gran Ballo di Ferragosto, waar de pleinen worden gevuld met  vrolijke muziek en professionele dansers die verschillende stijlen vertegenwoordigen.
- In Diano Marina in Ligurië vindt een festival inclusief grote vuurwerkshow plaats waar je uitzicht hebt over de zee.
- In Montepulciano in Toscane kan men kijken naar een historische optocht en meedoen aan oude spelletjes.
- In Capelle sul Tavo aan de kust van de Abruzzen vieren ze Palio of the pupe, dit is een parade met allerlei levensgrote beelden, omgeven door veel lichtjes en vuurwerk.
- Op Sardinië hebben ze aan de vooravond van 15 augustus het feest Festa dei Candelieri. Hier houden mannen een race met zware kandelaars.[3]

## Gastronomie
Een beroemde uitspraak over de viering van Ferragosto is: A Ferragosto si mangiano i piccioni arrosto. Vertaald naar het Nederlands betekent het "Met Ferragosto eet men gebraden duiven".
De meest traditionele gerechten die tijdens Ferragosto door de Italianen worden gegeten zijn:
- Gebraden duif (piccione arrosto) uit Toscane. Deze specialiteit werd vroeger vrijwel overal gegeten, vandaag de dag vooral in Toscane en haar omgeving.[4]
- 'Gelu di muluni´ uit Sicilië, een meloengelei met citroenbladeren en jasmijnbloemen.[5]
- Het driegangenmenu uit Rome: gestoofde kip met pepers, vaak voorafgegaan door pasta met kippenlevertjes (’fettuccine ai fegatelli’) en gevolgd door een koude watermeloen.[6]
- Ook grote stukken vlees zijn populair, zoals speenvarken aan het spit.

Daarnaast kennen de Italianen nog een aantal lekkernijen die speciaal voor deze feestdag worden gebakken:				
- Le Margheritine di Stresa zijn koekjes die traditioneel werden aangeboden aan de gasten door koningin Margherita di Savoia, ter gelegenheid van het vieren van Ferragosto in het koninklijk huis. Dit zijn koekjes met vanille en geraspte citroenschil.[7]
- In het Emilia-Romagna worden kleine zoete anijsdonuts gemaakt en gegeten Ze worden verschillend verpakt, zoals het biscotto di mezz'agosto di Pitigliano of lo Zuccherino montanaro bolognese di Grizzana Morandi.[8]

## Films
Niet alleen is Ferragosto voor de Italianen een belangrijke feestdag, door de jaren heen is het ook een inspiratiebron geweest voor verscheidene films.
- Ferragosto in bikini (1961), een Italiaanse komedie van de Italiaanse regisseur Marino Girolami. In de film ontmoeten verschillende typische karakters elkaar op het strand van Fregene tijdens Ferragosto.
- Il sorpasso (1962), een Italiaanse film geregisseerd door Dino Risi. De film, die zowel een komedie als een drama is, begint op de ochtend van de Ferragosto van 1962.
- 15 août (2001), een Franse film van de regisseur Patrick Alessandrin. In de film worden de mannelijke hoofdpersonen op Ferragosto door hun vrouwen verlaten en krijgen ze de zorg van al hun kinderen op zich.
- Pranzo di ferragosto (2008), een film van de regisseur en acteur Gianni Di Gregorio, die zelf ook de hoofdrol in de film speelt. De film was een groot succes en won verschillende prijzen. In de film krijgt Gianni, een vijftiger die nog thuis woont, niet alleen de zorg voor zijn moeder op zich, maar ook nog eens de zorg voor drie andere bejaarde dames. Dit speelt zich af tijdens Ferragosto.